# ケルシュ

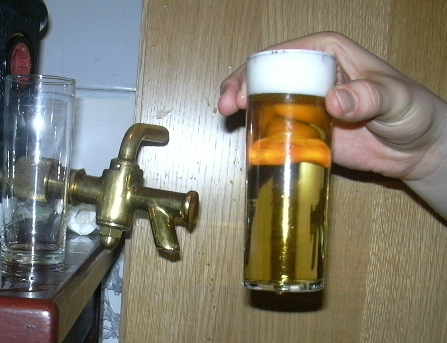
ケルシュを注いだシュタンゲ

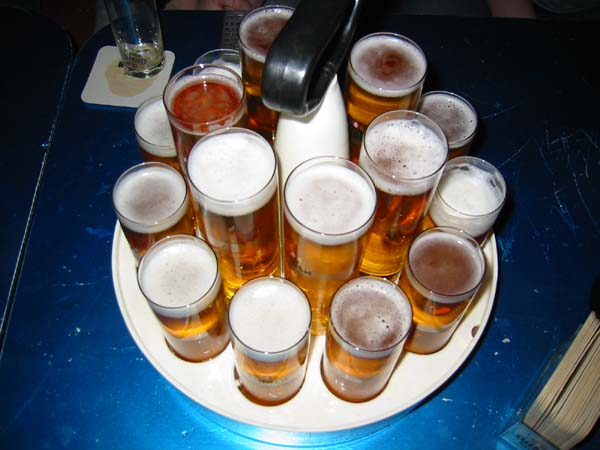
シュタンゲを挿したクランツ

ケルシュ（ドイツ語: Kölsch）は、ドイツのケルン地方で伝統的に醸造されているビールのスタイル。アルコール度数は5%前後とされている。
| 初期比重       | 1.042-1.048 |
| 最終比重       | 1.008-1.012 |
| アルコール度数 | 4.8-5.2%    |
| IBU            | 20-32       |
| 色度数         | 3-5 SRM     |

## 詳細
ケルン地方でビールが醸造されはじめたのは873年と言われているが、現在のケルシュの歴史は100年ほどであり、ビールのスタイルとして正式に認められたのは1985年になってからである。
ケルシュは上面発酵用の酵母を下面発酵に近い低温で醸造されるのが特徴。ピルスナー麦芽が使われるが、他の麦の麦芽が加えられることもある。ホップの味は強めだが、アルトビールと比べると苦味も刺激も少ない。
ケルンで醸造されたもののみが「ケルシュ」を名乗ることを許されている。ケルン以外で醸造されたものは「ケルシュ風」スタイルとなる。
ケルシュは、シュタンゲ（独: Stange、棒）と呼ばれる200ミリリットルの円柱型の細長いグラスで提供される。近年は容量が100ミリリットルと少なく、一息で飲み乾せる小柄なグラス、独: Stößchenも流行している。

## ケルシュ協定
ケルシュ協定（独: Kölsch-Konvention）、あるいはケルシュ協約とは、1986年に定められた地理的表示保護制度（独: Geschützte geografische Angabe、略称g.g.A.）である。
ケルンの醸造家によって締結され、上述のようにケルンで醸造されたもののみが「ケルシュ」を名乗ることを許可するほか、品質を保つために醸造などに関する規定が定められている。このルールの中にはケルシュを注ぐグラス（上述のシュタンゲ）についての規定もある。